# Caulokaempferia saxicola
Caulokaempferia saxicola är en enhjärtbladig växtart som beskrevs av Kai Larsen. Caulokaempferia saxicola ingår i släktet Caulokaempferia och familjen Zingiberaceae. Inga underarter finns listade i Catalogue of Life.